# اقتصاد نئوکلاسیک
اقتصاد نئوکلاسیک (به انگلیسی: Neoclassical economics) یکی از شاخه‌های علم اقتصاد است که برای اشاره به روش‌هایی از اقتصاد گفته می‌شود که بر تعیین قیمت، خروجی و توزیع درآمد در بازارها از طریق عرضه و تقاضا تمرکز می‌کند و اغلب از طریق حداکثرسازی فرضی سودمندی به وسیلهٔ افراد با درآمد محدود و سود به وسیلهٔ شرکت‌های با هزینهٔ محدود با استفاده از اطلاعات و عوامل تولید در پیوند با نظریه رفتار عقلایی انجام می‌شود.
اقتصاد نئوکلاسیک از نظر تاریخی بر اقتصاد خرد تسلط داشت و همراه با اقتصاد کینزی، ترکیب نئوکلاسیکی را تشکیل داد که از دهه ۱۹۵۰ تا ۱۹۷۰ میلادی بر اقتصاد جریان اصلی به عنوان «اقتصاد نئوکینزی» تسلط داشت.

## نظریه

### فرضیات و اهداف
ای. روی واینتراب ابراز نظر کرد که اقتصاد نئوکلاسیک روی سه فرضیه استوار است، اگرچه شاخه‌های خاصی از نظریه نئوکلاسیک ممکن است رویکردهای متفاوتی داشته باشند:
1. افراد بین پیامدهایی که می‌توانند شناسایی شوند و با ارزش‌ها مرتبط شوند ترجیحات عقلانی ای دارند.
2. افراد مطلوبیت را به حداکثر می‌رسانند و شرکت‌ها سود را به حداکثر می‌رسانند.
3. افراد به‌طور مستقل براساس اطلاعات کامل و مرتبط عمل می‌کنند.

از این سه فرضیه، اقتصاددانان نئوکلاسیک ساختاری برای درک تخصیص منابع کمیاب در بین اهداف مختلف ساخته‌اند - در واقع درک این تخصیص اغلب تعریف اقتصاد از نظر نظریه پردازان نئوکلاسیک درنظر گرفته می‌شود. ویلیام استنلی جوونز «مشکل اقتصاد» را این گونه ارائه داد.
آنچه داده مسئله است، یک جمعیت خاص، با نیازها و قدرت‌های تولید گوناگون، در اختیار داشتن زمین‌های خاص و دیگر منابع مادی. آنچه در پی آنیم، روش به‌کارگیری نیروی کار آن‌ها که مطلوبیت محصول آن‌ها را به حداکثر می‌رساند.
از مفروضات اساسی اقتصاد نیوکلاسیک طیف گسترده‌ای از نظریه‌ها در مورد حوزه‌های مختلف فعالیت اقتصادی برمی آید. به عنوان مثال، حداکثر سازی سود پشتوانه نظریه نئوکلاسیک شرکت قرار دارد، در حالی که به دست آوردن منحنی‌های تقاضا منجر به درک کالاهای مصرفی می‌شود و منحنی عرضه اجازه تجزیه و تحلیل عوامل تولید را می‌دهد. حداکثرسازی مطلوبیت منبعی برای نظریه نئوکلاسیک مصرف، و به دست آوردن منحنی‌های تقاضا برای کالاهای مصرفی، و به دست آوردن منحنی‌های عرضه کار و تقاضای رزرو است.

## وابسته
- مارژینالیسم
- اقتصاد بازار
- اقتصاد خرد
- تعادل اقتصادی